# Ясне (Сахалінська область)
Ясне (рос. Ясное) — село у Тимовському міському окрузі Сахалінської області Російської Федерації.
Населення становить 1111 осіб (2013).

## Історія
Від 1963 року належить до Тимовського міського округу Сахалінської області.

## Населення
| 2002 | 2010  | 2013  |
| ---- | ----- | ----- |
| 1371 | ↘1180 | ↘1111 |